# Neuroleon dancalicus
Neuroleon dancalicus är en insektsart som först beskrevs av Navás 1931.  Neuroleon dancalicus ingår i släktet Neuroleon och familjen myrlejonsländor. Inga underarter finns listade i Catalogue of Life.